# Cathy O'Donnell
Cathy O'Donnell   (comtat de Shelby, 6 de juliol de 1923 - Los Angeles, 11 d'abril de 1970) va ser una actriu estatunidenca.

## Biografia
Va assistir a la Universitat d'Oklahoma i, tot seguit, va estudiar Art dramàtic a l'American Academy of Dramatic Arts, abans de començar la seva carrera en el teatre i el cinema. Va signar un contracte amb Samuel Goldwyn per participar en la seva primera pel·lícula, Els millors anys de la nostra vida (1946), on va interpretar el paper de Wilma Cameron. Més endavant va signar per RKO i va treballar amb Farley Granger a Els amants de la nit (1947), de Nicholas Ray. Als 23 anys es va casar amb Robert Wyler, de 48 anys, germà gran del director William Wyler. O'Donnell també va formar part del repartiment de Ben-Hur (1959) com a Tirzah, la germana menor de Judah Ben Hur (Charlton Heston). Cathy O'Donnell va morir d'una hemorràgia cerebral ocasionada per un càncer a l'edat de 46 anys, el dia del 22è aniversari de la seva boda.

## Filmografia
Cinema
- Un home fenomen (1945) - clienta del Pelican Club (no acreditada)
- Els millors anys de la nostra vida (1946) - Wilma Cameron
- The Amazing Mr. X (1948) - Janet Burke
- Els amants de la nit, de Nicholas Ray (1949) - Keechie
- Bury Em Dead (1947) - Rusty
- Side Street (1950) - Ellen Norson
- The Miniver Story (1950) - Judy Miniver
- Never Trust a Gambler (1951) - Virginia Merrill
- Detective Story (1951) - Susan Carmichael
- The Woman's Angle (1952) - Nina Van Rhyne
- Eight O'Clock Walk (1954) - Jill Manning
- L'amante di Paride, de Marc Allégret i Edgar G. Ulmer (La poma de la discòrdia (1954) - Enone
- Mad at the World (1955) - Anne Bennett
- L'home de Laramie (1955) - Barbara Waggoman
- The Deerslayer, de Kurt Neumann (1957) - Judith Hutter
- The Story of Mankind, d'Irwin Allen (1957) - cristiana de l'antiguitat
- My World Dies Screaming (1958) - Sheila Wayne Tierney (acreditada com a Kathy O'Donnell)
- Ben-Hur (1959) - Tirzah

Televisió
- Lights Out (un episodi: «To See Ourselves», 1951)
- The Philip Morris Playhouse (un episodi: «Up for Parole», 1954)
- Center Stage (un episodi: «Chivalry at Howling Creek», 1954)
- The Best of Broadway (un episodi: «The Xou-Off», 1955) - Amy Fisher
- Climax! (un episodi: «Flight 951», 1955) - Mico Herbert
- Matinee Theatre (un episodi: «Greybeards and Witches», 1956) - Velna
- Zane Grey (un episodi: «Sundown at Bitter Creek», 1958) - Jennie Parsons
- The Californians (un episodi: «Skeleton in the Closet», 1958) - Grace Adams
- Man Without a Gun (un episodi: «Accused», 1959)
- The Détectives (un episodi: «The Trap», 1960) - Laurie Dolan
- Tate (un episodi: «Quiet After the Storm», 1960) - Amy
- The Rebel (dos episodis: «You Steal My Eyes» i «The Hope Chest», 1960) - Prudence Gant i Felicity
- Perry Mason (un episodi: «The Case of the Fickle Fortune», 1961) - Norma Brooks
- Sugarfoot (un episodi: «Angel», 1961)
- Bonanza (un episodi: «The Lila Conrad Story», 1964) - Sarah Knowlton